# Choisya
Choisya – rodzaj roślin z rodziny rutowatych. Obejmuje 6 gatunków. Zasięg rodzaju obejmuje środkowy i północny Meksyk oraz południowo-zachodnią część Stanów Zjednoczonych (stany Arizona, Nowy Meksyk i Teksas). Rośliny te rosną w formacjach pustynnych i w widnych lasach.
Rośliny te uprawiane są na obszarach o ciepłym klimacie jako ozdobne, zwłaszcza Choisya ternata. Walorem tych roślin jest obfite kwitnienie, pachnące kwiaty, zimozielone ulistnienie oraz odporność na suszę i warunki miejskie. Wyhodowano także odmiany ozdobne o liściach żółtych (Ch. ternata 'Sundance' i Ch. × dewitteana 'Aztec Pearl'). W warunkach Europy Środkowej uprawiane bywają jako rośliny doniczkowe w szklarniach.
Nazwa rodzaju upamiętnia szwajcarskiego botanika – Jacquesa Denysa Choisy'ego (1799–1859).

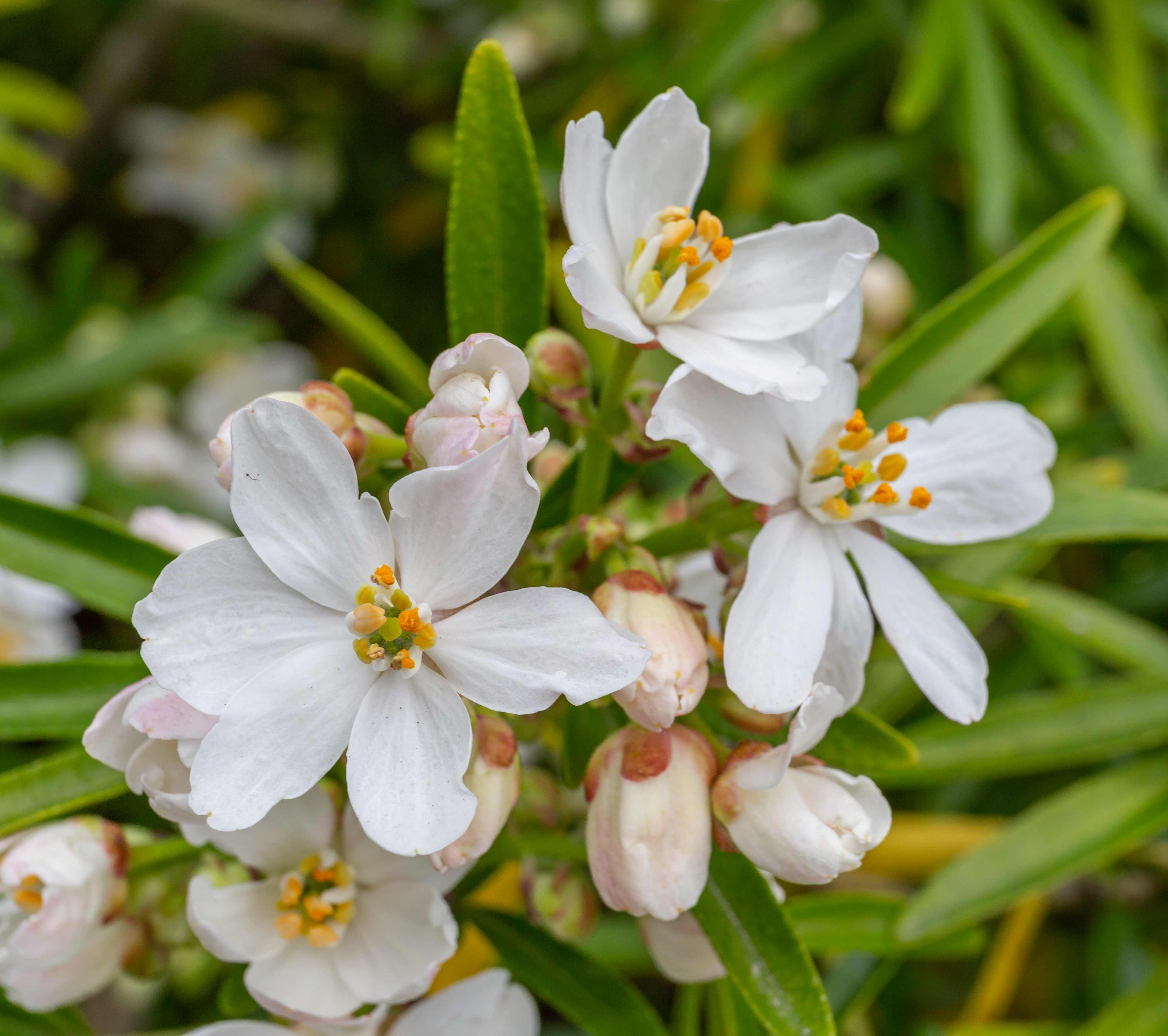
Choisya × dewitteana

## Morfologia
PokrójKrzewy osiągające do 3 m wysokości.
LiścieZimozielone, naprzeciwległe, aromatyczne, dłoniasto złożone z trzech lub 5–12 listków.
KwiatyPojedyncze lub skupione w szerokich, spłaszczonych od góry wiechach wyrastających na końcach pędów i w kątach liści. Kwiaty są obupłciowe, zwykle pięciokrotne, rzadziej czterokrotne, z zielonymi działkami kielicha i białymi płatkami korony. Pręciki występują zwykle w liczbie 10. Nitki pręcików są w dole spłaszczone, w górze szydłowate, pylniki krótsze od nitek, jajowate. Dysk miodnikowy poduszeczkowaty. Górna zalążnia na gynoforze, pięciokomorowa. W każdej z komór znajdują się po dwa zalążki. Szyjka słupka jest krótka i zwieńczona jest znamieniem główkowatym z pięcioma łatkami.
OwoceRozpadają się na 2–5 mieszków połączonych nasadami, każdy z pojedynczym lub dwoma nasionami. Nasiona eliptycznonerkowate.

## Systematyka
Rodzaj z podrodziny Toddalioideae z rodziny rutowatych Rutaceae.
Wykaz gatunków
- Choisya arizonica Standl.
- Choisya dumosa (Torr. & A.Gray) A.Gray
- Choisya katherinae C.H.Müll.
- Choisya neglecta C.H.Müll.
- Choisya palmeri Standl.
- Choisya ternata Kunth